# Hiệp hội phê bình phim Florida
Hiệp hội phê bình phim Florida (FFCC) (tên gốc tiếng Anh: Florida Film Critics Circle) là một tổ chức gồm các nhà viết bài bình luận phim của 14 báo, tạp chí xuất bản ở tiểu bang Florida (Hoa Kỳ) cùng các websites. Hàng năm các hội viên họp vào tháng 12, để bầu chọn các giải thưởng cho các phim trình chiếu trong năm.

## Các giải thưởng của FFCC
- Phim hay nhất
- Phim ngoại ngữ hay nhất
- Phim tài liệu hay nhất
- Phim hoạt hình hay nhất
- Kịch bản hay nhất
- Ca khúc trong phim hay nhất
- Nam diễn viên chính xuất sắc nhất
- Nữ diễn viên chính xuất sắc nhất
- Nam diễn viên phụ xuất sắc nhất
- Nữ diễn viên phụ xuất sắc nhất
- Đạo diễn xuất sắc nhất
- Quay phim xuất sắc nhất
- Toàn bộ vai diễn xuất sắc nhất

Thỉnh thoảng, hội cũng trao Giải đột phá Pauline Kael cho người mới gây ấn tượng nhất (như Jennifer Hudson, 2006) và Giải Quả cam vàng (Golden Orange Award) cho các đóng góp cho việc sản xuất phim ở Floria (như phim tài liệu Cocaine Cowboys and Raw Deal: A Question of Consent, 2006).

### Các phim đoạt nhiều giải
- 4 giải:
  - The Departed (2006): Phim hay nhất, Kịch bản hay nhất, Đạo diễn xuất sắc nhất, Nam diễn viên phụ xuất sắc nhất
  - Brokeback Mountain (2005): Phim hay nhất, Kịch bản hay nhất, Đạo diễn xuất sắc nhất, Quay phim xuất sắc nhất
  - Sideways (2004): Phim hay nhất, Kịch bản hay nhất, Đạo diễn xuất sắc nhất, Nam diễn viên phụ xuất sắc nhất
  - Adaptation. (2002): Phim hay nhất, Kịch bản hay nhất, Nam diễn viên phụ xuất sắc nhất, Nữ diễn viên phụ xuất sắc nhất
  - Fargo (1996): Phim hay nhất, Kịch bản hay nhất, Nữ diễn viên chính xuất sắc nhất, Đạo diễn xuất sắc nhất
- 3 giải:
  - The Lord of the Rings: The Return of the King (2003): Phim hay nhất, Đạo diễn xuất sắc nhất, Quay phim xuất sắc nhất
  - Traffic (2000): Phim hay nhất, Đạo diễn xuất sắc nhất, Nam diễn viên phụ xuất sắc nhất
  - Shakespeare in Love (1998): Phim hay nhất, Kịch bản hay nhất, Nữ diễn viên chính xuất sắc nhất
  - L.A. Confidential (1997): Kịch bản hay nhất, Đạo diễn xuất sắc nhất, Quay phim xuất sắc nhất
- 2 giải:
  - 21 Grams (2003): Nam diễn viên chính xuất sắc nhất, Nữ diễn viên chính xuất sắc nhất
  - Mystic River (2003): Nam diễn viên chính xuất sắc nhất, Nam diễn viên phụ xuất sắc nhất
  - Far From Heaven (2002): Nữ diễn viên chính xuất sắc nhất, Quay phim xuất sắc nhất
  - Gangs of New York (2002): Nam diễn viên chính xuất sắc nhất, Đạo diễn xuất sắc nhất
  - Amélie (2001): Phim hay nhất, Phim ngoại ngữ hay nhất
  - Crouching Tiger, Hidden Dragon (2000): Phim ngoại ngữ hay nhất, Quay phim xuất sắc nhất
  - State and Main (2000): Kịch bản hay nhất, Toàn bộ vai diễn xuất sắc nhất
  - American Beauty (1999): Nam diễn viên chính xuất sắc nhất, Đạo diễn xuất sắc nhất
  - Magnolia (1999): Phim hay nhất, Toàn bộ vai diễn xuất sắc nhất
  - The People vs. Larry Flynt (1996): Nam diễn viên phụ xuất sắc nhất, Nữ diễn viên phụ xuất sắc nhất

### Lễ trao giải
| Lần giải    | Ngày tháng  | Năm  |
| ----------- | ----------- | ---- |
| Giải lần 1  | 1997        | 1996 |
| Giải lần 2  | 1998        | 1997 |
| Giải lần 3  | 12/1, 1999  | 1998 |
| Giải lần 4  | 9/1, 2000   | 1999 |
| Giải lần 5  | 4/1, 2001   | 2000 |
| Giải lần 6  | 2/1, 2002   | 2001 |
| Giải lần 7  | 3/1, 2003   | 2002 |
| Giải lần 8  | 2/1, 2004   | 2003 |
| Giải lần 9  | 21/12, 2004 | 2004 |
| Giải lần 10 | 24/12, 2005 | 2005 |
| Giải lần 11 |             | 2006 |